# Rudtjärnen (Lövångers socken, Västerbotten)
Rudtjärnen är en sjö i Skellefteå kommun i Västerbotten och ingår i Mångbyån-Kålabodaåns kustområde.